# 雫有希
雫 有希（しずく あき、1986年10月31日 - ）は、日本の女子プロレスラー、僧侶、催眠療法士。ファイティングサロンプロジェクト主宰。栄東高等学校、上智短期大学、慶應義塾大学（文学部特別課程）卒業。米国催眠療法協会認定ヒプノセラピスト（ABH,NGH）、全国心理業連合会認定プロフェッショナルカウンセラー、浄土宗教師の資格を持つ。

## 経歴
高校まではスポーツ経験は特になかったが、短大進学後にレスリングを始め、2年次の全日本学生選手権72kg級で3位。慶應義塾大学在籍時には同大会で67kg級準優勝を残す一方、学生プロレスにも進出した。
プロレスデビューは2007年の伊藤道場にて当時の本名（町田千明）でみどり戦を勝利で飾るが、1戦のみで一旦プロレスから身を引く。
その後、レスリング部、慶應義塾大学学生プロレス研究会を経て再デビューを果たす。
大学卒業後の2010年、学生プロレス出身者を集め、慈善活動を目的とする「お寺プロレス」を設立。以来定期的に自主興行を開いている。
2011年5月22日、地下プロレスEXIT初参戦で、矢野啓太とシングルマッチ。
6月12日のスーパーFMWにおける石橋葵との対戦がきっかけとなり、6月19日の「REINA5」にてREINA女子プロレス初参戦。雫あきとしては初めてとなる女子プロレスのリングも、黒木千里に敗戦。
10月28日の「SMASH.22」にてSMASH初参戦でディーバ女王華名とシングルマッチ。胴絞めチキンウィングスリーパーで敗れたが、女王をとことん苦しめ、試合後に「噂どおり」と絶賛。以降もSMASHにレギュラー参戦。華名とはバトラーツ解散興行でも再戦している。
SMASH解散後の2012年3月28日、アイスリボン初参戦。試合後、同団体への継続参戦を表明し、同団体のインターネット番組「19時女子プロレス」にて開かれる「第2回 19 o'clock girl's トーナメント」への出場も決定した。トーナメントでは決勝まで進むも、藤本つかさに敗れる。第3回にも続けて出場し決勝で新田猫子を破り優勝、その後第2回のトーナメントに優勝しIW19王者となっていた藤本とタイトルマッチで再戦し雪辱、初めてのタイトルを獲得した。その間、KAIENTAI DOJOにも参戦している。
2012年4月、善光寺大本願乳児院への寄付活動に対して、鷹司誓玉台下より感謝状を頂く。
2012年12月3日、JWP女子プロレス初参戦。
2013年6月16日、長野市の善光寺大本願乳児院へのチャリティを目的とした「きらきら太陽プロジェクト」を旗揚げ。
2013年7月よりリングネームを雫あきから雫有希に変える。2013年7月9日の鬼神道リターンズ13、vs華名戦が新リングネーム最初の試合となった
。
2013年11月2日、REINA新木場大会で亜利弥’と組み、セウシス&バケリータが持つREINA世界タッグ王座に挑戦、亜利弥'の腕ひしぎ逆十字固めがバケリータに決まりタッグ王座獲得
2014年9月15日、JWP・板橋大会で元同門、中森華子と初シングル。
2015年2月14日、横須賀市総合体育館メインアリーナにて、およそ20年ぶりとなるプロレス興行を開催。観衆600人を動員。
2015年3月1日、長与千種率いる女子プロレス団体、マーベラスに入団。
2015年11月、公益社団法人日本フィランソロピー協会による「第18回まちかどフィランソロピスト賞・特別賞」に選出される。
2017年12月17日、マーベラスの長与代表より、前日の大会をもって契約を解除したことが発表された。
以降はフリーとして活動。JUST TAP OUTには初参戦からレギュラー参戦している。
2021年、キララヅカ花激団スタート。プロレス演劇（ユーモアのある芝居をリングで行う）の普及に力を入れる。
2023年4月には生野区民センターで行われたBRSプロデュース興行、BRS認定Spanky選手権試合にて第3代チャンピオンめぃりぃから勝利し、第4代BRS認定Spunkyチャンピオンとなる。

## 人物
- 実家はお寺（越谷市・安国寺[15]）であり、自身もレスラー活動と並行して僧侶資格を取得するための修行も行っていた。2012年末に修行を終え、一時頭を丸めた[16]。
- 初めて観戦したプロレスは全日本女子プロレスの高橋奈苗や中西百重の試合である[17]。
- グラップリング技術に定評があり、グラウンドの攻防では男子選手を圧倒する程である。

## 得意技
- 泥中白蓮華
- さそり座の女
- デスバレーボム
- フィッシャーマンズスープレックス
- スピアー

## 獲得タイトル
アイスリボン
- 19時女子プロレス認定インターネットシングル王座（第8代）

REINA女子プロレス
- REINA世界タッグ王座（第10代、パートナーは亜利弥'）

プロフェッショナルレスリングJUST TAP OUT
- QUEEN of JTO　(初代)
- SGP無差別級王座 (第21代)

BRS
- BRS認定Spunky王座 (第4代)

## 入場曲
- HOT POINT
- 大奥 〜華の乱〜
- 大奥　オリジナル　サントラ 「炎上」
2013年7月より改名を機に入場曲も変更。
「女の熾烈な戦いを制する・・・そういった意味を込めて。将軍はじめとする男らを差しおいて上り詰める女帝の意味を込めました。」（2013.07.30　Aki Shizuku | Facebook コメントより）
Aki Shizuku | Facebook[リンク切れ]